# Tub catodic

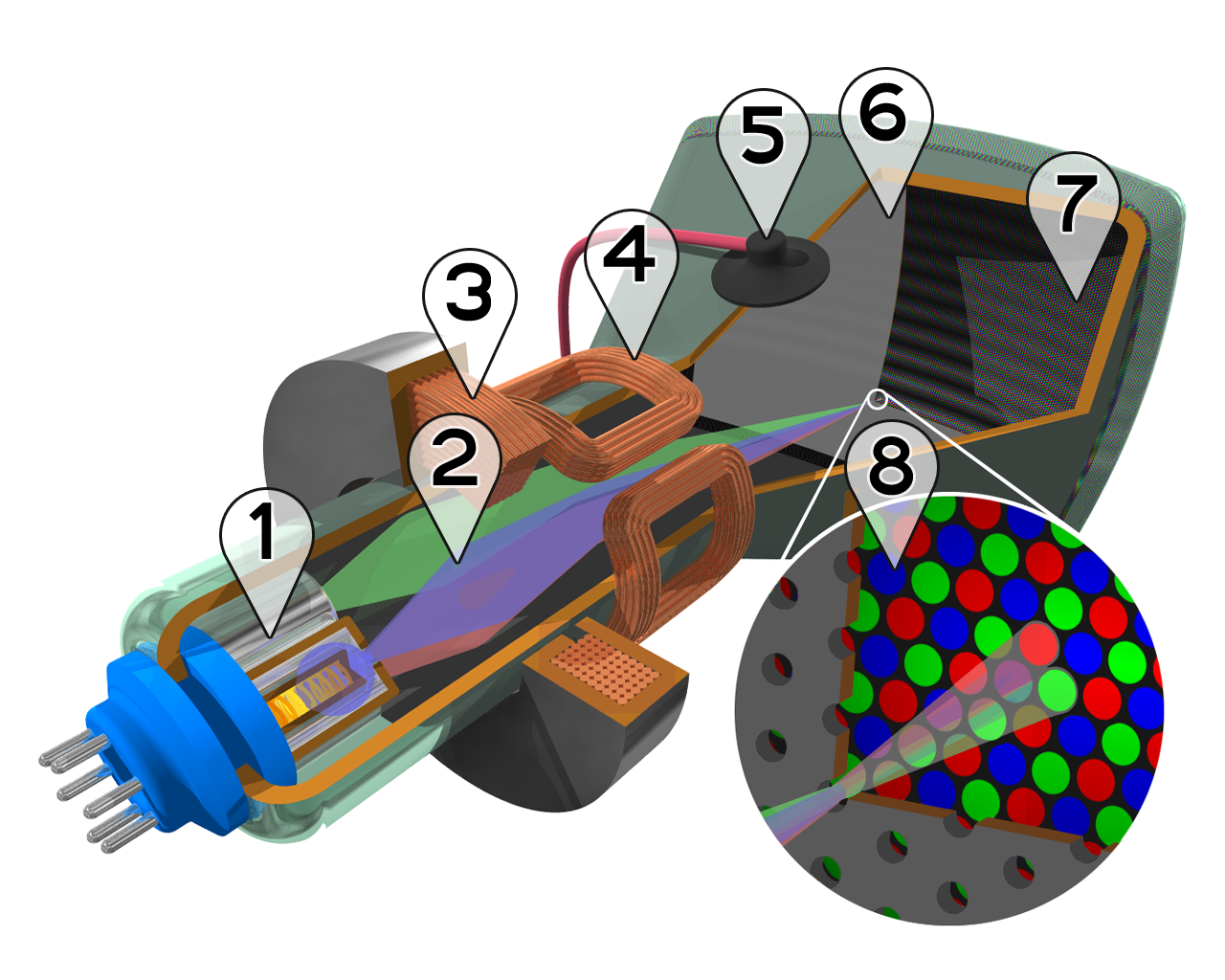
Interiorul unui tub catodic folosit pentru monitoare sau televizoare color:
1. Tunul de electroni
2. Fascicul de electroni
3. Bobine de focalizare
4. Bobine de deflexie
5. Conexiunea anodului
6. Mască pentru separarea fasciculelor pentru părțile roșie, verde și albastră a imaginii afișate
7. Strat fosforescent, cu zone roșie, verde și albastră
8. Gros plan cu fața interioară acoperită cu fosfor a ecranului

Tubul catodic este elementul principal al osciloscopului. În interiorul lui se generează fasciculul de electroni care deviat sub actiunea câmpurilor produse de semnalele de studiat, ciocnește ecranul, descriind pe acesta curbele dorite.
El este un tub cu vid alcătuit din:
1. o parte cilindrică formată din:
  1. tub electronic care emite, focalizeză și accelerează fascicolul de electroni și conține:
    1. catod;
    2. electrod de comandă;
    3. anod de focalizare;
    4. anod de accelerare.

  2. un sistem de plăci de deflexie pentru devierea fasciculului de electroni pe cele două direcții X și Y.
2. o parte frontală ce are un ecran, acoperit spre interior cu substanțe luminofere, care devine luminos în punctul care este lovit de fascicolul de electroni.
3. o parte tronconică care are depus în interior un strat bun conducător de electricitate cu rolul de ecranare și colectare a electronilor după ce au lovit ecranul.

## Istoric
În anul 1887, fizicianul William Crookes a cercetat proprietațile electricității. El a folosit un tub care conținea două plăci metalice, denumite electrozi. Dacă între ei se aplica o tensiune înaltă, iar aerul era scos din tub, curentul trecea între cei doi electrozi și producea o descărcare luminoasă. Pe măsura ce presiunea din tub scădea, apropiindu-se de vid, lumina dispărea tot mai mult, dar sticla tubului strălucea. Crookes a denumit razele ce produceau acest fenomen raze catodice, ele fiind de fapt un fascicul de electroni. Mai tîrziu, Karl Ferdinand Braun a creat un tub cu un perete acoperit cu o substanță care devenea luminoasă la impactul cu razele catodice. Acesta a fost precursorul tubului de televiziune.

## Tubul catodic al lui Braun
Tubul catodic al lui Braun din anul 1897 conținea două perechi de plăci de metal, paralele una față de cealaltă. Ecranul era acoperit cu o pulbere fosforescentă. Aplicînd tensiuni între plăci, Braun a direcționat fasciculul de electroni (denumit raze catodice, deoarece erau emise de catod) pentru a crea un spot strălucitor de lumină pe ecran. Variind tensiunea dintre plăci, spotul respectiv putea fi deplasat în orice punct de pe ecran.

## Întrebuințarea
În anul 1953 a apărut un sistem de televiziune care folosea un tub catodic cu trei tunuri electronice - cîte unul pentru culoarea roșie, albastră și verde - și o mască, un fel de șablon care direcționa fiecare fascicul de electroni spre punctele fosforescente corespunzătoare de pe ecran.
Fizicianul german Wilhelm Conrad Röntgen a observat că în momentul în care se foloseau tensiuni înalte, în plus față de razele catodice se mai emiteau și o altă formă de energie. Spre deosebire de razele catodice, aceste raze, denumite raze X pentru că nu erau cunoscute, nu proveneau nici de la plăcile electrice și nici de la magneți. Ele treceau prin materiale și înegreau plăcile fotografice. Astfel, tubul catodic se folosește la construcția aparatului Roentgen.

## Reciclare
Ca deșeuri electronice, tuburile catodice sunt considerate unele dintre cele mai grele tipuri de reciclare. Tubul catodic are o concentrație relativ ridicată de plumb și substanță fosforescentă (nu fosfor), ambele fiind necesare pentru afișare. Există mai multe companii din Statele Unite care percep o taxă mică pentru a colecta aceste tuburi, apoi subvenționează munca lor prin vânzarea cuprului, a sârmei recoltate și a plăcilor cu circuite imprimate. Agenția Statelor Unite pentru Protecția Mediului (APM) include monitoare cu tuburi catodice  aruncate în categoria sa de "deșeuri menajere periculoase", însă consideră că tuburile catodice care au fost rezervate pentru testare sunt mărfuri dacă nu sunt aruncate, acumulate speculativ sau lăsate neprotejate de vreme și de alte daune.
Tuburile catodice din plumb, au fost vândute pentru a fi remodelate în alte tuburi catodice, sau chiar defalcate și utilizate în construcția de drumuri.